# Ít Ong
Ít Ong là thị trấn huyện lỵ của huyện Mường La, tỉnh Sơn La, Việt Nam. 

## Địa lý
Thị trấn Ít Ong có vị trí địa lý:
- Phía bắc giáp xã Nậm Păm
- Phía đông giáp xã Chiềng San và xã Nậm Păm
- Phía nam giáp xã Liệp Tè, huyện Thuận Châu và xã Tạ Bú
- Phía tây giáp xã Pi Toong.

Thị trấn Ít Ong là điểm cuối của tuyến tỉnh lộ 106 nối từ thành phố Sơn La với khoảng cách hơn 40 km. Ngoài ra, thị trấn cũng có một tuyến đường liên xã nối đến xã Chiềng Lao. Thị trấn Ít Ong nằm ở hai bên sông Đà song chủ yếu lãnh thổ nằm bên bờ bắc. Tại thị trấn Ít Ong có nhà máy thủy điện Sơn La, công trình thủy điện lớn nhất Đông Nam Á.

## Lịch sử
Thị trấn Ít Ong được thành lập vào ngày 8 tháng 1 năm 2007 trên cơ sở điều chỉnh 2.193,2 ha diện tích đất tự nhiên và 13.895 người của xã Ít Ong; 766,8 ha diện tích tự nhiên và 2.258 người của xã Nậm Păm; 272 ha diện tích tự nhiên của xã Tạ Bú; 253 ha diện tích tự nhiên của xã Liệp Tè, huyện Thuận Châu. Lúc được thành lập, thị trấn có diện tích 3.485 ha và 16.153 người, mật độ dân số đạt 463,5 người/km²..